# Andrej Kirjuchin
Andrej Anatol'evič Kirjuchin (in russo Андрей Анатольевич Кирюхин?, traslitterazione anglosassone Andrei Anatolievich Kiryukhin; Jaroslavl', 4 agosto 1987 – Jaroslavl', 7 settembre 2011) è stato un hockeista su ghiaccio russo, scomparso nell'incidente aereo che ha coinvolto la Lokomotiv Jaroslavl', squadra della Kontinental Hockey League.

## Carriera

### Club
Originario di Jaroslavl', Kirjuchin iniziò la propria carriera nella seconda squadra della Lokomotiv Jaroslavl', militante nella terza divisione russa, la Pervaja Liga. Dal 2003 al 2007 disputò in totale 160 partite, con 54 reti e 60 assist forniti.
Kirjuchin si unì alla prima squadra esordendo nella Superliga russa nella stagione 2005-2006, esordendo con 10 partite disputate ed un assist. Per il campionato 2007-2008 fu ceduto in seconda divisione all'HK Belgorod, dove totalizzò 39 punti in 63 apparizioni, mentre nella stagione 2008-2009 giocò per il Kapitan Stupino per 73 partite, nelle quali totalizzò 61 punti. Dalla stagione successiva ritornò a giocare a Jaroslavl' nella massima serie, la Kontinental Hockey League. Al termine della stagione 2010-2011 aveva toccato con la maglia della Lokomotiv 164 presenze complessive, con 25 reti e 35 assist, per un totale di 60 punti.

### Nazionale
In nazionale Kirjuchin prese parte con la Nazionale U-20 al Campionato mondiale del 2007, nella quale la Russia conquistò la medaglia d'argento.

## Incidente aereo
Il 7 settembre 2011 Kirjuchin perse la vita quando un Yakovlev Yak-42, che portava a bordo l'intera squadra e lo staff della Lokomotiv, si schiantò al suolo nei pressi di Jaroslavl'. Il volo era diretto a Minsk, dove era in programma l'incontro d'esordio della stagione 2011-12. Delle 45 persone a bordo dell'aereo solo un pilota sopravvisse all'incidente.